# Samuel W. Mitcham
Samuel Wayne Mitcham, Jr. (* 2. Januar 1949 in Mer Rouge, Louisiana) ist ein US-amerikanischer Offizier, Geograph und Militärschriftsteller mit Schwerpunkten Zweiter Weltkrieg und deutsche Wehrmacht sowie Kriegsführung der Konföderierte Staaten von Amerika.

## Leben
Mitchams Mutter war Lokaljournalistin. Er studierte Journalismus an der Northeast Louisiana University und der North Carolina State University. Seinen Ph.D. in Geografie erwarb er 1986 von der University of Tennessee. Während des Vietnamkrieges diente er als Hubschrauberpilot und Kompaniechef in der US Army. Er besuchte das Command and General Staff College in Fort Leavenworth, Kansas und wurde bis zum Generalmajor der Reserve befördert.
Er unterrichtete zunächst an der Henderson State University und der Georgia Southern University und wurde dann Assistant Professor für Geowissenschaften an der University of Louisiana at Monroe. Darüber hinaus war er u. a. Gastprofessor an der United States Military Academy in West Point, Virginia. Mitcham ist Autor zahlreicher auch in andere Sprachen übersetzter militärhistorischer Schriften. Er wurde als Berater u. a. von CBS, BBC und dem History Channel herangezogen.
Mitcham ist verheiratet und Vater von zwei Kindern. Er lebt in Monroe, Louisiana.

## Schriften (Auswahl)
- mit Gene Mueller: Hitler's commanders. Cooper, London 1992, ISBN 0-85052-308-7.
- Why Hitler? The genesis of the Nazi Reich. Praeger, Westport 1996, ISBN 0-275-95485-4.
- The rise of the Wehrmacht: the German armed forces and World War II. 2 Bände, Praeger Security Internat., Westport 1998, ISBN 978-0-275-99641-3.
- Retreat to the Reich: the German defeat in France, 1944. Praeger, Westport 2000, ISBN 0-275-96857-X.
- The Panzer legions: a guide to the German Army tank divisions of World War II and their commanders. Greenwood Press, Westport 2001, ISBN 0-313-31640-6.
- Hitler's Field Marshals and their battles. Cooper Square Press, New York 2001, ISBN 0-8154-1130-8.
- Panzers in winter: Hitler's army and the battle of the bulge. Praeger Security Internat., Westport 2006, ISBN 0-275-97115-5.
- Rommel's lieutenants: the men who served the Desert Fox, France, 1940. Praeger Security Internat., Westport 2006, ISBN 0-275-99185-7.
- Rommel's desert commanders: the men who served the Desert Fox, North Africa, 1941–1942. Praeger Security Internat., Westport 2007, ISBN 978-0-275-99436-5.
- The Siegfried Line: the German defense of the west wall, September–December 1944 (= The Stackpole military history series). Stackpole Books, Mechanicsburg 2009, ISBN 978-0-8117-3602-2.
- Defenders of fortress Europe: the untold story of the German officers during the Allied invasion. Potomac Books, Washington, D.C. 2009, ISBN 978-1-59797-274-1.
- Eagles of the Third Reich: leaders of the Luftwaffe in the Second World War (= Crécy classic). Crécy Publ., Manchester 2010, ISBN 978-0-85979-149-6.
- Blitzkrieg no longer: the German Wehrmacht in battle, 1943. Pen & Sword Military, Barnsley 2010, ISBN 978-1-84884-302-8.